# Heidi Leitner
Heidi Leitner (* 1968 in Brixen, Südtirol) ist eine italienische bildende Künstlerin. 

## Leben
Nach der Grund- und Mittelschule absolvierte Leitner eine siebenjährige Ausbildung zur Holzbildhauerin an den traditionsreichen Stätten der Südtiroler Bildhauerkunst, im Ahrntal und in Gröden. Als besonders prägend zeigte sich bald der Einfluss des Südtiroler Bildhauers und Professors Jakob Obehollenzer.
Sie lebt und arbeitet in der Gemeinde Terenten in Südtirol.

## Symposien/Wettbewerbe/Preise
Noch während ihrer Studienzeit nahm die Künstlerin an zahlreichen Symposien und Wettbewerben in Italien, Österreich, Frankreich, den USA u. a. teil, wo sie Holz-, Stein- und Eisskulpturen geschaffen hat. Die Bildhauerin fiel dem Publikum und den Fachjurien durch ihren eigenwilligen Stil auf, sodass ihr künstlerischer Ausdruck mit zahlreichen Jury- und Publikumspreisen prämiert wurde.
- Internationale Holz-, Eis- und Schnee-Symposien (Auswahl)
  - Holzskulpturen-Symposium „Arte in Strada“/Desenzano del Garda/Italien (1. Preis 1991)
  - „Eisart 1992“ in Fairbanks Alaska/USA (3. Preis mit „Dancing with the Flowers“)
  - Schneeskulpturen/Seefeld/Österreich (2. Preis 1994)
  - „Eisart 1995“ Fairbanks/Alaska/USA (2. Preis mit „Waking Up the Birds“)
  - Schneeskulpturen/Livigno/Italien (Publikumspreis 1997)

- Wettbewerbe (Auswahl)
  - Wettbewerb „Corte Franca Brescia“/Italien (3. Preis 1992)
  - Wettbewerb „Passion Christi“ für den Friedhof St. Christina in Gröden/Italien (1. Preis verbunden mit dem Auftrag zur Fertigung von fünf lebensgroßen Bronzereliefs 1995)
  - Wettbewerb um den „Europäischen Gestaltungspreis für Holzbildhauer“ der Landesinnung der Holzbildhauer Baden-Württemberg/Deutschland (Hauptpreis 2008)[3]

## Künstlerische Intention
Heidi Leitners Œuvre zeichnet ein breites Formen- und Themenspektrum aus, lässt aber einen gemeinsamen Nenner erkennen: Für die Künstlerin stellt jedes ihrer Werke eine detailgetreue Manifestation einer besonderen Beobachtung dar. Sie versucht damit den Blick ihres Publikums auf Brüche und Unebenheiten in einer sonst eben scheinenden Struktur zu lenken. Das künstlerische Ziel liegt somit im Gestalten eines fiktiven sozialen Raumes, in dem sich die Künstlerin mit ihrem Publikum zum Zwiegespräch und zur Diskussion über das Dargestellte trifft.

## Ausstellungen
Heidi Leitner kann auf eine rege Ausstellungstätigkeit (seit 1989) in Italien und den umliegenden Nachbarländern zurückblicken. Seit 2009 ist sie Künstlerin der Galerie Artodrome Berlin, durch welche sie international vertreten wird.